# Lucinda Evans
Lucinda Evans (Ciutat del Cap, 1972) és una activista per als drets de les dones sud-africana. És coneguda per haver liderat marxes a nivell nacional i va ser una de les portaveus en la protesta #AmINext que es va dur a terme fora del Parlament de Sud-àfrica per demanar al govern que es fessin accions contra la violència de gènere i els feminicidis.

## Joventud
Evans va néixer al Districte Sis de la Ciutat del Cap, i es va mudar a Lavender Hill quan tenia cinc anys. Als nou anys, va decidir treballar en el desenvolupament comunitari i va començar a treballar per a l'Hospital de la Creu Roja en els primers anys de la seva vida. És coneguda també per haver fet tasques comunitàries a les regions de KwaZulu-Natal, del Cap Oriental i a Beaufort West, on va jugar una paper crucial en la inauguració del primer servei d'ambulància.
Evans era anteriorment presidenta de grup del Fòrum Policial de la Comunitat de Mitchell Plain.

## Altruisme
L'any 2008, Evans va fundar l'organització sense ànim de lucre Philisa Abafazi Bethu que, traduït del xosa significa curar les nostres dones. L'organització, amb seu a Lavender Hill, dona suport a dones víctimes de violència domèstica. Va començar a obtenir reconeixement per a la seva feina el 2012, que va ser quan va rebre finançament de la World Childhood Foundation. El 2017, a través de la seva organització, Evans va assistir la família de Rene Roman, assassinada als 13 anys, per proporcionar-los suport emocional i ajudar-los a buscar la seva filla.
El setembre de 2019, va ser inclosa en la llista de les 100 dones més influents de l'any segons la BBC.